# Nuri Killigil
Nuri Killigil, noto anche come Nuri Pascià, (Bitola, 1889 – Istanbul, 2 marzo 1949) è stato un generale ottomano.
Era il fratellastro del ministro ottomano della Guerra, Ismail Enver.

## Carriera militare

### Libia
Nuri Efendi, come capitano dei mitraglieri di fanteria fu inviato in Libia su una nave greca con il maggiore Jafar al-Askari Bey e 10.000 monete d'oro. La sua missione era quella di organizzare e coordinare le operazioni delle forze dell'Organizzazione Speciale ottomana (con le forze locali contro le forze italiane e britanniche. Gli ottomani sbarcarono sulla costa tra Tobruk e Sollum il 21 febbraio 1915, recandosi in seguito da Ahmed Sharif es Senussi a Sollum. Nel 1917, nel tentativo di organizzare le forze che erano state disperse dagli inglesi, lo stato maggiore ottomano istituì il "Comando dei Gruppi Africani" (in turco Afrika Grupları Komutanlığı), il cui obiettivo principale era il controllo delle regioni costiere della Libia. Il tenente colonnello Nuri Bey fu nominato primo comandante e il suo capo di stato maggiore fu il maggiore Abdurrahman Nafiz Bey (Gürman).

### Caucaso
Il fratello maggiore di Nuri Bey, Enver Pascià, comandante dell'esercito ottomano, vedendo un'opportunità nel Caucaso dopo la fuoriuscita della Russia dalla prima guerra mondiale a causa della rivoluzione, richiamò Nuri Bey dalla Libia. Fu promosso a Mirliva Fahri (ad honorem) Ferik e gli fu affidata la missione di formare e comandare su base volontaria l'Esercito islamico del Caucaso. Nuri Bey arrivò a Elizavetpol (l'attuale città di Ganja) il 25 maggio 1918 e iniziò a organizzare le sue forze. L'Esercito islamico venne creato ufficialmente il 10 luglio 1918. Fu così avviata la campagna di liberazione del Caucaso e si verificarono aspri combattimenti tra l'Esercito islamico del Caucaso e la Comune bolscevica di Baku coadiuvati dagli armeni del Dashnaktsutyun. L'Esercito islamico del Caucaso guidato da Nuri Pascià prese il controllo dell'intero Azerbaigian e della capitale Baku il 15 settembre 1918. Durante questo periodo, sotto Nuri ci fu un massacro di 30.000 civili armeni nella città di Baku.
Alla fine della guerra, Nuri fu arrestato dalle truppe britanniche e detenuto a Batumi, in attesa del processo per crimini di guerra. Nell'agosto 1919, i suoi sostenitori tennero un'imboscata alle guardie che lo scortavano e lo aiutarono a fuggire a Erzurum.

## Vita successiva
Nel 1938 Killigil acquistò un impianto di estrazione del carbone in Turchia. Iniziò a organizzare la produzione di armi da fuoco, proiettili, maschere antigas e altre attrezzature belliche. Dopo un po' di tempo, annunciò la fine della fabbricazione di armi ma continuò segretamente la produzione.
Killigil stabilì contatti con Franz von Papen, l'ambasciatore nazista ad Ankara nel 1941 per ottenere il sostegno tedesco alla causa panturchista. Con il suo aiuto, la Legione Turkestana fu creata dallo Schutzstaffel. Durante la seconda guerra mondiale, Killigil fu in Germania nel tentativo di sviluppare forti relazioni tra la Germania nazista e la Turchia e anche per ottenere il riconoscimento dell'indipendenza dell'Azerbaigian. I tentativi tuttavia non ebbero successo.

## Morte
Fu ucciso il 2 marzo 1949 da un'esplosione nella sua fabbrica che causò anche la morte di altre 28 persone. All'epoca fu sepolto senza un'adeguata cerimonia funebre, poiché considerata contraria alle credenze religiose per i corpi smembrati.
Nel 2016 fu svolta una funzione funebre formale, a cui hanno parteciparono il politico azero Ganire Paşayeva e rappresentanti del Comune di Istanbul.